# 全国歯科医師国民健康保険組合
全国歯科医師国民健康保険組合（ぜんこくしかいしこくみんけんこうほけんくみあい）とは、歯科医業に従事する者を組合員とする国民健康保険組合。略称「全国歯」。
1978年4月1日国民健康保険法に基づいて、栃木県、山梨県、青森県、岐阜県、富山県、滋賀県、京都府、岡山県、山口県、島根県、鳥取県、香川県、徳島県、高知県、新潟県、岩手県、石川県、長野県、福井県、沖縄県の1府19県の地域による歯科医師国保組合の全国組織として栃木県知事の認可を経て設立する。
合併前はそれぞれ府県単独の歯科医師国保組合（青森県、沖縄県には歯科医師国民健康保険組合は存在しなかった）。
それ以外の歯科医師国民健康保険組合（東京都は無し）は、道府県単独。
一般社団法人全国国民健康保険組合協会に加入している。